# فلووود (میسیسیپی)
فلووود (به انگلیسی: Flowood) شهری در ایالت میسیسیپی کشور ایالات متحده آمریکا است که جمعیت آن در سرشماری سال ۲۰۱۰ میلادی، ۷٬۸۲۳
نفر بوده‌است.